# رونا (ویرجینیای غربی)
رونا (به انگلیسی: Runa) یک منطقهٔ مسکونی در ایالات متحده آمریکا است که در شهرستان نیکولاس، ویرجینیای غربی واقع شده‌است. رونا ۶۷۵٫۱۴ متر بالاتر از سطح دریا واقع شده‌است.